# Guilherme IV, Conde de Forcalquier

Brasão de Armas do condado de Forcalquier

Guilherme IV de Forcalquier (c. 1148 - 1209) foi conde de Forcalquier de 1150 a 1209.

## Biografia
Sucedeu seu pai com seu irmão Beltrão. Ambos são mencionados numa doação feita, em 1168, à Ordem de São João de Jerusalém. 
Durante o seu governo, eles estiveram em conflito com Afonso II de Aragão "o Casto", rei de Aragão e conde da Provença, que procurava expandir os seus territórios em direção ao norte. 
Em 1193, eles foram obrigados a se submeter e assinar o Tratado de Aix, assinado em Aix-en-Provence, pelo qual Gersenda de Forcalquier, neta de Guilherme, herdaria o Condado de Forcalquier e se casaria com o filho de Afonso.
Aproveitando-se da morte de Afonso e da juventude de seu sucessor recomeçou as hostilidades, devastou a terra de Aix e formou uma aliança com Guigues VI, delfim de Viennois, que se casou com a neta de Guilherme, Beatriz de Sabran. Todavia, os irmãos foram novamente combatidos pelos catalães e tiveram que se submeter a eles.

## Relações familiares
Foi filho de Bertrand I de Forcalquier (? - 1144), conde de Forcalquier, e de Josseranda de Flotte. Casou com Adelaide de Bézières, com quem teve uma única filha:
1. Garsinde de Forcalquier (? - c. 1193), que se casou com Rénier I de Sabran, senhor de Caylar e de Ansouis.

Faleceu em 1209, tendo deixado seu condado para sua neta mais velha, Gersenda de Forcalquier.